# Greifhilfe

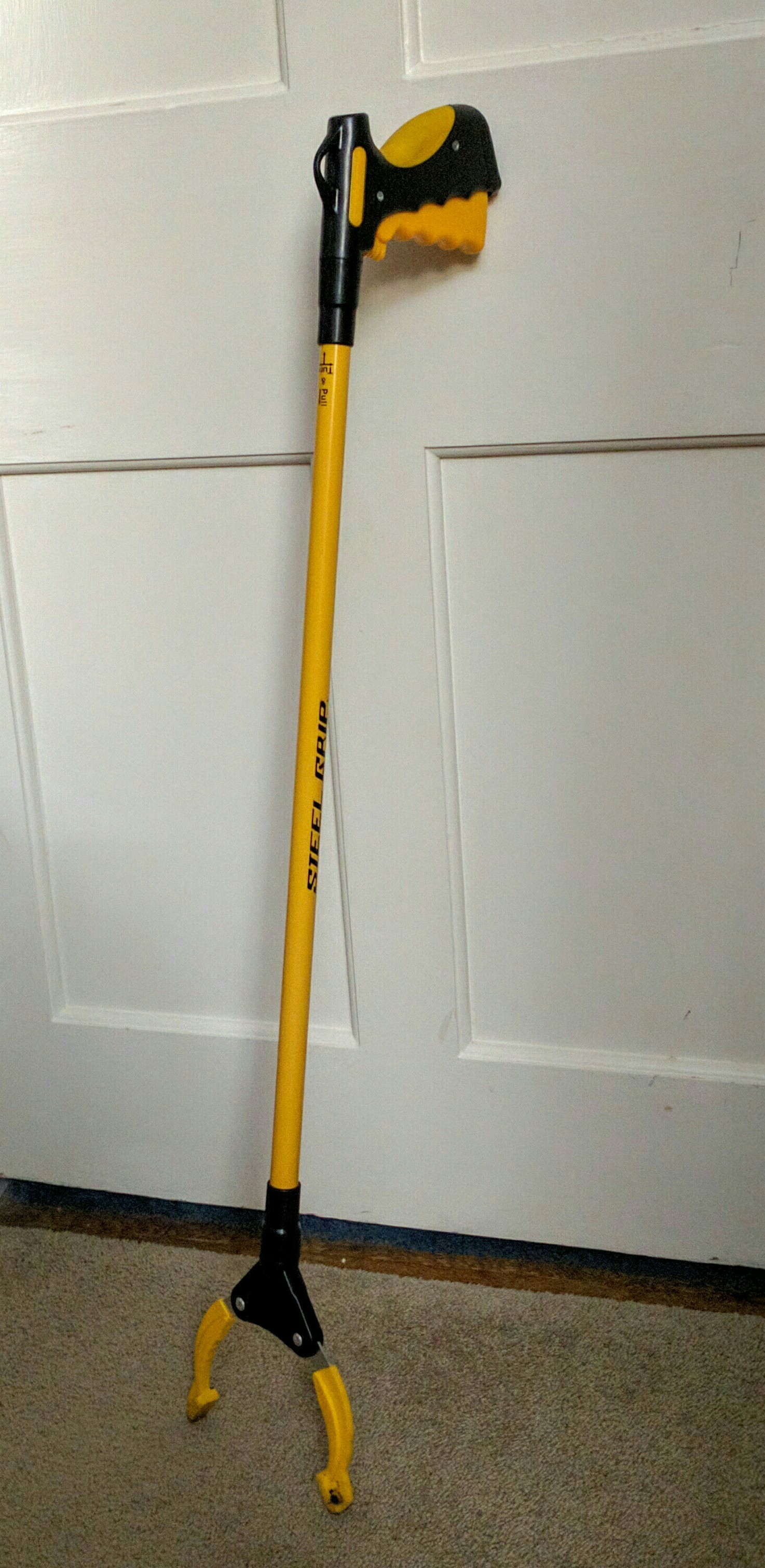
Greifhilfe

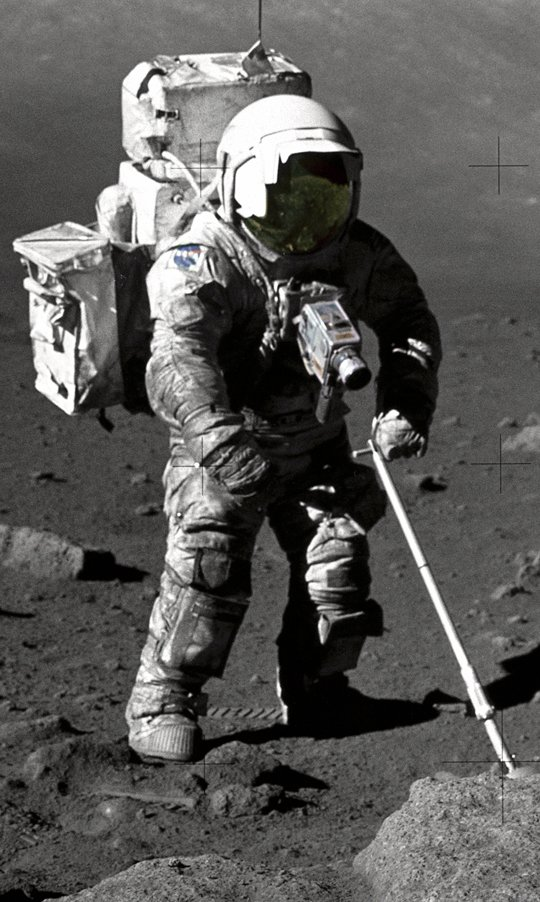
Harrison Schmitt mit einer Greifhilfe während Apollo 17

Eine Greifhilfe, auch Greifzange genannt, ist ein mechanisches Werkzeug, das dazu dient, die Reichweite einer Person beim Greifen von Gegenständen zu vergrößern. Es findet Anwendung als Hilfsmittel für Senioren, als Hilfsmittel bei körperlicher Behinderung, und auch als Hilfsmittel bei der Gartenarbeit. Sie wird verwendet, um Gegenstände vom Boden aufzuheben, eignet sich aber auch zum Greifen hoch gelegener oder schwer erreichbarer Objekte. Darüber hinaus dienen Greifhilfen als Anziehhilfe beim An- und Auskleiden, und auch Rollstuhlfahrern als „verlängerter“ Arm.
Greifhilfen werden von den Müllsammeldiensten verwendet, um ohne Bücken eine hygienische Aufnahme von Müll vom Boden zu erleichtern.
Die Greifhilfe hat die Form einer bis zu 100 cm langen Metall- oder Kunststoffstange, die an einem Ende einen Griff und am anderen Ende ein Paar Backen hat. Der Griff ist mit einem Mechanismus ausgestattet, der bei Zug die Backen über ein innerhalb der Stange befindliches Hebel- und Federsystem schließt. Die Backen der Zange sind standardmäßig geöffnet und werden bei Betätigung des Griffs geschlossen (aktive Zange), vereinzelt können die Backen der Reichweitenverlängerung dann in ihrer Position um den Gegenstand arretiert werden. Es gibt aber auch die umgekehrte Form, bei der die Backen standardmäßig geschlossen sind und sich durch Griffbetätigung öffnen (passive Zange). Die gummierten Backen können mit Saugnäpfen ausgestattet sein oder haben mitunter kleine Magnete zum Sammeln leichter Metallgegenstände. Für einen leichteren Transport gibt es klappbare Ausführungen.
Einige Greifhilfen sind im Hilfsmittelverzeichnis der Gesetzlichen Krankenversicherung (GKV) aufgeführt. Liegt ein Rezept von einem Arzt vor, kann das Hilfsmittel von der Krankenkasse finanziert werden.
Kaufen kann man Greifhilfen im Sanitätsfachhandel, in Baumärkten, aber mittlerweile oftmals auch in Supermärkten.